# Tical (альбом)
| Оценки критиков      | Оценки критиков                                                          |
| Источник             | Оценка                                                                   |
| -------------------- | ------------------------------------------------------------------------ |
| Allmusic             | [ 1 ]                                                                    |
| Robert Christgau     | [ 2 ]                                                                    |
| Entertainment Weekly | B                                                                        |
| Melody Maker         | 4 из 5 звёзд · 4 из 5 звёзд · 4 из 5 звёзд · 4 из 5 звёзд · 4 из 5 звёзд |
| NME                  | 8/10                                                                     |
| Rolling Stone        | (+)                                                                      |
| The Source           | [ 4 ]                                                                    |
| Vibe                 | (+)                                                                      |

Tical — дебютный сольный студийный альбом американского рэпера, члена рэп-группы Wu-Tang Clan Method Man, выпущенный 15 ноября 1994 года, на Def Jam Records. Method Man первый из команды записал сольный альбом. Продюсером альбома выступил лидер Wu-Tang RZA. Заголовок альбома Tical является сленг-термином, обозначающий «Блант».
Альбом достиг четвёртой строчки в Billboard 200. Альбом занял первое место в Top R&B/Hip-Hop Albums. На 18 января 1995 года, альбом получил золотой статус. 13 июля 1995 г., он стал платиновым за продажу одного миллиона экземпляров. Альбом стал успешным благодаря двум синглам «Bring the Pain» и «I’ll Be There for You/You’re All I Need to Get By». Музыкальные критики оценили альбом, как классический хип-хоп альбом. Альбом считается одним из самых успешных в жанре East Coast Hip-Hop.

## Список композиций
| №   | Название                                                                                  | Автор(ы)                                            | Продюсер(ы)             | Длительность |
| --- | ----------------------------------------------------------------------------------------- | --------------------------------------------------- | ----------------------- | ------------ |
| 1.  | «Tical»                                                                                   | C. Smith, R. Diggs                                  | RZA                     | 3:57         |
| 2.  | «Biscuits»                                                                                | C. Smith, R. Diggs                                  | RZA                     | 2:50         |
| 3.  | «Bring the Pain»                                                                          | C. Smith, R. Diggs                                  | RZA                     | 3:10         |
| 4.  | «All I Need»                                                                              | C. Smith, R. Diggs                                  | RZA                     | 3:16         |
| 5.  | «What the Blood Clot»                                                                     | C. Smith, R. Diggs                                  | RZA                     | 3:25         |
| 6.  | «Meth vs. Chef» (совместно с Raekwon)                                                     | C. Smith, C. Woods, R. Diggs                        | RZA                     | 3:34         |
| 7.  | «Sub Crazy»                                                                               | C. Smith, R. Diggs                                  | RZA, 4th Disciple (co.) | 2:14         |
| 8.  | «Release Yo' Delf» (совместно с Blue Raspberry)                                           | C. Smith, R. Diggs, F. Perren, D. Fekaris           | RZA                     | 4:15         |
| 9.  | «P.L.O. Style» (совместно с Carlton Fisk)                                                 | C. Smith, G. Coney, R. Diggs                        | RZA, Method Man (co.)   | 2:36         |
| 10. | «I Get My Thang in Action»                                                                | C. Smith, R. Diggs                                  | RZA                     | 3:46         |
| 11. | «Mr. Sandman» (совместно с RZA, Inspectah Deck, Streetlife, Carlton Fisk, Blue Raspberry) | C. Smith, R. Diggs, J. Hunter, P. Charles, G. Coney | RZA                     | 3:38         |
| 12. | «Stimulation»                                                                             | C. Smith, R. Diggs                                  | RZA                     | 3:46         |
| 13. | «Method Man (Remix)»                                                                      | C. Smith, R. Diggs                                  | RZA                     | 3:16         |

| №   | Название                                                                        | Автор(ы)                                   | Продюсер(ы)             | Длительность |
| --- | ------------------------------------------------------------------------------- | ------------------------------------------ | ----------------------- | ------------ |
| 14. | «I'll Be There for You/You're All I Need to Get By» (совместно с Mary J. Blige) | C. Smith, R. Diggs, N. Ashford, V. Simpson | RZA, Sean "Puffy" Combs | 5:08         |

| №   | Название                           | Автор(ы)                                  | Продюсер(ы) | Длительность |
| --- | ---------------------------------- | ----------------------------------------- | ----------- | ------------ |
| 14. | «Bring The Pain (Remix)»           | C. Smith, R. Diggs                        | RZA         | 3:26         |
| 15. | «Release Yo' Delf (Prodigy Remix)» | C. Smith, R. Diggs, F. Perren, D. Fekaris | The Prodigy | 3:26         |

* (co.) Co-producer

## Над альбомом работали
| - Method Man — исполнитель, продюсер, звукорежиссёр - RZA — музыкант, исполнительный продюсер, звукорежиссёр - Streetlife — исполнитель - Raekwon — исполнитель - Inspectah Deck — исполнитель - Carlton Fisk — исполнитель - Blue Raspberry — вокал - Booster — вокал - 4th Disciple — продюсер - David Sealy — звукорежиссёр, ассистент звукорежиссёра, сведение, звукорежиссёр по сведению | - J. Nicholas — звукорежиссёр, ассистент звукорежиссёра, ассистент звукорежиссёра по сведению - Rich Keller — звукорежиссёр, сведение, звукорежиссёр по сведению - John Wydrycs — звукорежиссёр, сведение - Ken 'Duro' Ifill — звукорежиссёр, ассистент звукорежиссёра - Jack Hersca — звукорежиссёр - Ethan Royman — звукорежиссёр - Kevin Thomas — звукорежиссёр - Tony Dawsey — мастеринг - Jeff Trotter — A&R Executive / мастеринг - Shawn Kilmurray — координатор продюсера - Chicu Modu — обложка - Drawing Board — дизайн |